# Football Association of Ireland
Die Football Association of Ireland (FAI, irisch: Cumann Peile na hÉireann) ist der Fußballverband in der Republik Irland. Er wurde 1921 in Dublin gegründet. Die FAI organisiert unter anderem die Nationalmannschaften der Männer und der Frauen, den irischen Pokalwettbewerb und Ligapokal sowie seit der Fusion mit der Football League of Ireland die zwei Profiligen. Gemeinsam mit der nordirischen IFA veranstaltete die FAI von 2005 bis 2014 den grenzüberschreitenden gesamtirischen Pokalwettbewerb Setanta Sports Cup.

## Geschichte

### Trennung und Neugründung
Nach der Teilung Irlands lösten sich die drei in Dublin ansässigen Vereine von der gesamtirischen Irish Football League. Sie blieben jedoch zunächst noch in der Irish Football Association, die ihren Sitz in Belfast hatte, und spielten auch noch im Pokalwettbewerb. Nachdem die IFA im April 1921 das Wiederholungsspiel im Irish-Cup-Halbfinale zwischen Titelverteidiger Shelbourne (aus Dublin) und Glenavon (aus Lurgan) entgegen den Gepflogenheiten nicht in Dublin, sondern in Belfast durchführen wollte, war das Band endgültig zerrissen. Shelbourne trat nicht mehr an und verzichtete auf die weitere Teilnahme. 

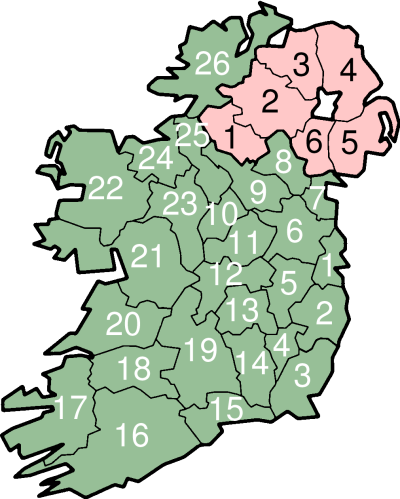
Hoheitsgebiete seit 1923: 26 südirische Grafschaften (FAI/FAIFS), sechs Countys in Nordirland (IFA)

Im Juni 1921 trafen sich in Dublin Vertreter von Vereinen und Regionalverbänden und gründeten die Football League of Ireland, die zunächst mit acht Vereinen aus der Hauptstadt ihren Spielbetrieb aufnahm. Drei Monate später gründeten die Football League und die Regionalverbände aus Leinster und Munster die FAI als Fußballverband für Südirland. Ein eigener Pokalwettbewerb wurde ins Leben gerufen, der nach Gründung des Irischen Freistaats Free State Cup benannt wurde. Liga und Pokal gewann im ersten Jahr St. James’s Gate FC.
Aus Nordirland schloss sich die Falls League, eine Liga aus dem katholisch-republikanischen Westen Belfasts, der FAI an; der Verein Alton United aus dieser Liga gewann sogar 1923 den FAI Cup. Diese Verbindung über die Grenze endete mit der Aufnahme der FAI in die FIFA. Um in den Weltfußballverband eintreten zu können, musste sie ihren Namen in „Fußballverband des Irischen Freistaats“ (Football Association of the Irish Free State, FAIFS) ändern und sich auf die Zuständigkeit für die 26 Grafschaften innerhalb des Freistaates beschränken. (Diese Beschränkung gilt noch heute – mit einer Ausnahme: seit 1985 darf der nordirische Club Derry City dank einer Sonderregelung zwischen FIFA, IFA und FAI am Spielbetrieb in der Republik teilnehmen.)

### Nationalmannschaft im Freistaat
Schon 1924 nahm eine Auswahl von Spielern der FAI als Mannschaft des Irischen Freistaats am olympischen Fußballturnier teil. Am 28. Mai 1924 gab es das erste Länderspiel im Olympiastadion von Colombes, die Iren besiegten Bulgarien mit 1:0. Damit waren sie fürs Viertelfinale qualifiziert, das sie mit 1:2 nach Verlängerung gegen die Niederlande verloren. Am Tag darauf gewannen sie noch ein Freundschaftsspiel gegen Estland. In Aufzeichnungen aus der Zeit, unter anderem in den Unterlagen der FAI, werden die Spiele als reguläre Länderspiele gewertet, obwohl es reine Amateurteams waren. Nach den 1960er Jahren wurden sie neu als Amateurländerspiele eingestuft; doch 1999 erklärte die FIFA, dass auch Länderspiele bei frühen olympischen Wettbewerben als volle Länderspiele gewertet werden können. Das erste von der FAIFS selbst organisierte Länderspiel gab es im März 1926; in Turin verlor das Team gegen Italien mit 0:3. Im April 1927 folgte das erste Heimspiel in Dublin, ebenfalls gegen Italien. An der Lansdowne Road verfolgten 20.000 Zuschauer die 1:2-Niederlage.
Beide Verbände, IFA und FAI/FAIFS, beanspruchten für sich, die ganze Insel zu repräsentieren. In den folgenden Jahren gab es einige Versuche, beide Verbände zueinander zu führen, die aber an Diskrepanzen darüber scheiterten, welcher Verband die führende Rolle spielen solle. Während die FAIFS darauf verzichtete, Spieler aus Nordirland in ihre Nationalmannschaft zu berufen, hielt sich die IFA in dieser Hinsicht nicht zurück und setzte Aktive aus dem Freistaat in ihren Länderspielen ein. 1936 nahm die FAIFS im Vorfeld der Umbenennung des Staates in „Republik Irland“ ihren alten Namen Football Association of Ireland wieder an. Unter Berufung auf die Verfassung der Republik rekrutierte nun auch die FAI Spieler aus dem Norden für die irische Nationalmannschaft. Insgesamt waren es mindestens 38 Spieler, die sowohl in der FAI-Nationalmannschaft als auch in der IFA-Auswahl spielten. Die FAI ließ von dieser Praxis jedoch wieder ab, nachdem die IFA 1946 wieder in die FIFA eingetreten war; der Norden berief noch bis 1950 Spieler aus der Republik in sein Team.

### 1950er bis 1980er Jahre
Viele Jahre lang beschränkte sich die Popularität des Fußballs auf Dublin und wenige Städte in den Provinzen. In einigen Gegenden wurde soccer als das Spiel der Engländer angesehen und als „Garnisonsspiel“ abgetan, da oft Mannschaften der britischen Armee es in die Städte gebracht hatten. Auch in den Schulen wurde wenig Fußball gespielt; Rugby, Gaelic Football und ähnliche Ballsportarten waren beliebter. Die Gaelic Athletic Association schloss sogar bis 1971 Mitglieder aus, die „ausländische“ Sportarten spielten. Erst gegen Ende der 1960er Jahre begann das Fußballspiel sich auch hier durchzusetzen.
Die Nationalmannschaft konnte bis Mitte der 1980er Jahre keine großen Erfolge aufweisen. In den Qualifikationen für EM- oder WM-Turniere scheiterte sie regelmäßig, wenn auch oft nur knapp. In der Qualifikation zur EM 1980 kam es zum ersten Mal zum direkten Vergleich der Mannschaften der beiden irischen Verbände; dabei gab es, begleitet von Fanausschreitungen in Dublin am Tag des Matches, ein 0:0 im Dalymount Park; im Rückspiel siegte Nordirland mit 1:0.

### Größere Popularität durch internationale Erfolge
Erst nachdem der englische Altinternationale Jack Charlton 1986 als Teammanager die Nationalelf übernommen hatte, stellte sich der Erfolg ein. Irland qualifizierte sich für die EM 1988 in Deutschland, verlor hier nur gegen den späteren Europameister Niederlande und ließ in den Gruppenspielen England hinter sich. Bei der WM 1990 in Italien schieden Jack's Heroes erst im Viertelfinale gegen den Gastgeber aus. In den USA 1994 überstand das Team ebenfalls die Gruppenphase.
Mit den internationalen Erfolgen der Nationalmannschaft seit den 1980er Jahren erhielt Fußball mehr Medien- und insbesondere Fernsehpräsenz und damit mehr Fans und mehr Gelder für die FAI. Der Verband machte durch gute Jugendarbeit auf sich aufmerksam – 1997 wurde die U-20-Nationalmannschaft WM-Dritter, 1998 wurden die U-16- und U-18-Teams der Iren jeweils Europameister ihrer Altersklasse. Neben den Profiwettbewerben gibt es heute eine U-21-Liga sowie einen Junior Cup und einen Intermediate Cup für Vereine, die nicht in der League of Ireland spielen. Außerdem organisiert die FAI auch Fußballwettbewerbe an Schulen.

## UEFA-Fünfjahreswertung
Platzierung in der UEFA-Fünfjahreswertung:
(in Klammern die Vorjahresplatzierung). Die Kürzel CL, EL und CO hinter den Länderkoeffizienten geben die Anzahl der Vertreter in der Saison 2025/26 der Champions League, der Europa League sowie der Conference League an.
- 33.  (30)  Kasachstan (Liga, Pokal) – Koeffizient: 11.500 – CL: 1, EL: 1, CO: 2
- 34.  (37)  Finnland (Liga, Pokal) – Koeffizient: 11.125 – CL: 1, EL: 0, CO: 3
- 35.  (36)  Irland (Liga, Pokal) – Koeffizient: 10.875 – CL: 1, EL: 0, CO: 3
- 36.  (39)  Armenien (Liga, Pokal) – Koeffizient: 10.625 – CL: 1, EL: 0, CO: 3
- 37.  (35)  Lettland (Liga, Pokal) – Koeffizient: 10.625 – CL: 1, EL: 0, CO: 3

Stand: Ende der Europapokalsaison 2023/24